# 恩斯特·约翰·冯·弗赖恩德
恩斯特·约翰·冯·弗赖恩德（德語：Ernst John von Freyend，1909年3月25日-1980年3月24日）是一位納粹德國国防军军官，在第二次世界大战时期在國防軍最高統帥部任職，担任陸軍元帥威廉·凱特爾的贴身副官。他曾在7月20日密谋案發生的当天在不知情状况下誤打誤撞帮助施陶芬贝格放置了装有炸弹的公文包。7分钟后，炸弹爆炸。弗雷恩德在爆炸中负伤，但幸存了下來，并活到了战后。他投降后，被美方短暂拘留、审问，美国人最终认定弗赖恩德未曾参与任何决策。

## 生平
恩斯特·约翰·冯·弗赖恩德出生于西里西亚的布雷斯勞（今波兰弗罗茨瓦夫），于1934年加入德国国防军的炮兵团，并于1936年晋升为中尉。与此同时，他以文凭完成了农业方面的学习。1936年至1939年期间，他担任招募军官，同时担任他最初加入的同一团的炮台长。第二次世界大战爆发时之初，在波兰战役中受了重伤。
直到1940年他一直在医院里，之后他再次归队，并参加了巴巴罗萨行动。从那时起，他担任第28步兵师参谋，他在1941年的斯摩棱斯克战役中再次受伤。冯·弗赖恩德在康复后被宣布“不适合前线”，他于1942年4月被调到国防军最高指挥部，并于同年8月被任命为威廉·凯特尔元帅的副手。此后他主要忙于行政任务，比如安排预约。1943年，他晋升为少校。
1944年7月20日，他抵达位于东普鲁士拉斯滕堡的狼穴总部，参加由希特勒召开的形势会议。当时，元帅威廉·凯特尔的下属、上校克劳斯·冯·施陶芬贝格也到场，他手提一个公文包。由于施陶芬贝格曾在战斗中失去了右手和左手的两根手指，冯·弗赖恩德主动提出帮他携带公文包。起初施陶芬贝格拒绝了，但在临近会议室时，他还是答应了，并请求冯·弗赖恩德将他安排在尽可能靠近元首希特勒的位置，以便“会后我能完整汇报元首说的每一句话”。
冯·弗赖恩德将公文包放在会议地图桌旁，位于站在希特勒右侧的阿道夫·豪辛格将军旁边，施陶芬贝格随后调整了位置。然而，此时海因茨·勃兰特为了更仔细查看地图，将公文包移到厚桌腿的另一侧、远离希特勒的方向。七分钟后，炸弹爆炸。事后调查认定，炸弹正好位于桌腿旁，因而对希特勒的冲击波被大大抵消，公文包的位置是决定会议室内谁生谁死的关键因素之一。
冯·弗赖恩德在爆炸中幸存，并活到了战争结束。在与凯特尔一起投降后，他被美军短暂拘留审讯。美方认为他未参与军事决策，仅作为凯特尔的贴身副官行事。1950年代初，他成为盖伦组织的雇员。

## 荣誉
- 一级和二级铁十字勋章
- 重傷獎章
- 7月20日重傷獎章
- 德意志联邦共和国功绩勋章

## 饰演
- 《杀死希特勒的阴谋》（The Plot to Kill Hitler，1990）：王敏德
- 《華爾基利暗殺行動》（2008）：沃伦·丹恩